# Lipotriches palavanica
Lipotriches palavanica är en biart som först beskrevs av Cockerell 1915.  Lipotriches palavanica ingår i släktet Lipotriches och familjen vägbin. Inga underarter finns listade i Catalogue of Life.